# موراي مكينتوش
موراي مكينتوش هو لاعب هوكي الجليد كندي، ولد في 17 نوفمبر 1967 في كالغاري في كندا.

## وصلات خارجية
- موراي مكينتوش على موقع EliteProspects.com (الإنجليزية)
- موراي مكينتوش على موقع HockeyDB.com (الإنجليزية)